# Ostlausitzer Mundart

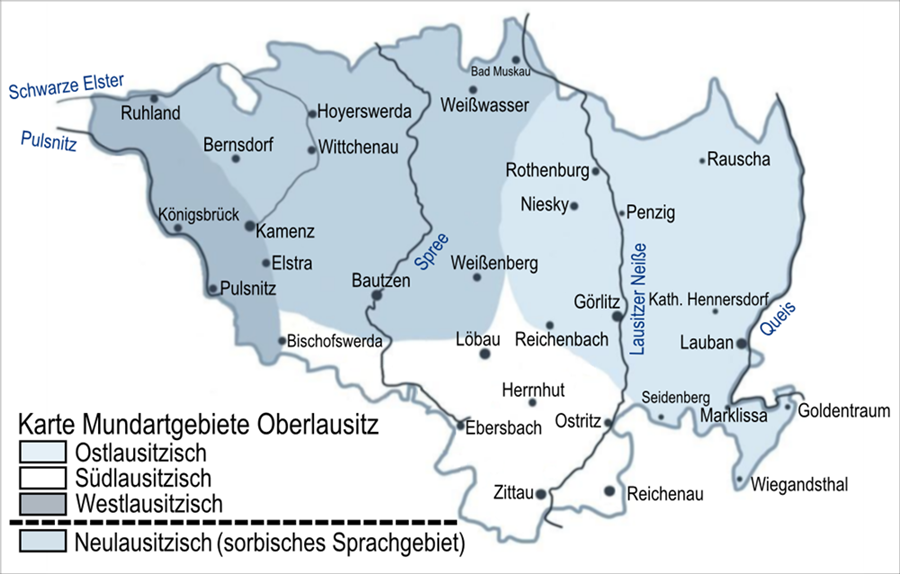
Karte Mundartgebiete Oberlausitz (die schlesisch-lausitzer Mundart wird hier als Ostlausitzisch bezeichnet)

Die Ostlausitzer Mundart ist ein ostmitteldeutscher Dialekt, der vor allem im Osten der sächsischen Oberlausitz gesprochen wird. Er gehört zur Gruppe der lausitzschlesischen Dialekte.

## Geschichte
Das Ostlausitzische schwang sich bis 1945 über die historische, am Queis gelegene Grenze zwischen der Markgrafschaft Oberlausitz und dem Herzogtum Schlesien bis nach Bunzlau. Erst ab Liegnitz spricht man von der mittelschlesischen Mundart.

## Bekannte Ostlausitzer Mundartdichter
- Emil Barber (1857–1917; Vertreter der Ostlausitzer Mundart)
- Fritz Bertram (1871–1961; aus Lauban)
- Kurt Junge (1910–1996) aus Görlitz

## Dialekte
- Görlitzer Mundart
- Laubaner Mundart